# Tour do Amor
Tour do Amor é o primeiro álbum ao vivo da cantora brasileira Pamela, lançado em junho de 2017.
Produzido por Márcio Carvalho, seu marido, o disco foi baseado na turnê Tour do Amor, apresentada pela cantora entre os anos de 2016 e 2017 com a intenção de revisitar o repertório romântico lançado ao longo de sua carreira.
O disco, que conta com distribuição da gravadora MK Music, inclui a inédita "Pra Quem Se Humilhar", lançada como single em maio de 2017, com gravação exclusiva em estúdio. O cantor Paulo César Baruk participa nos vocais de "Vou Amar-Te (Vou a Marte)" e o cantor Wilian Nascimento em "Um Verso de Amor".
Como bônus, o projeto inclui as seis canções do álbum em versões instrumentais (playbacks).

## Antecedentes
Em dezembro de 2016, Pamela estreou a turnê Tour do Amor, focada no repertório romântico de sua carreira, e com foco em apresentações em teatros. No mesmo período, a cantora anunciou que assinou contrato com a gravadora MK Music, pela qual lançou discos entre 2002 a 2010. Na época, ela disse:

Estou muito feliz com esse novo momento da minha carreira e é uma alegria muito grande estar retornando ao casting da MK Music a qual eu pertenci quase todo tempo do meu ministério. A Tour do Amor é um projeto especial que eu tinha no meu coração há algum tempo e hoje, um sonho realizado.

## Gravação
O álbum reúne músicas de diferentes períodos da carreira da cantora, com foco em músicas lançadas a partir de 2002. O cantor Paulo César Baruk participa nos vocais de "Vou Amar-Te (Vou a Marte)" e o cantor Wilian Nascimento em "Um Verso de Amor". Além disso, a obra traz a inédita "Pra Quem Se Humilhar", escolhida como single da obra.

## Lançamento e recepção
| Críticas profissionais | Críticas profissionais |
| Avaliações da crítica  | Avaliações da crítica  |
| Fonte                  | Avaliação              |
| ---------------------- | ---------------------- |
| Super Gospel           | [ 4 ]                  |

Tour do Amor foi lançado pela gravadora brasileira MK Music em junho de 2017, e recebeu avaliações favoráveis. Em crítica publicada pelo Super Gospel, Tiago Abreu defendeu que a obra é o projeto "mais coeso" da discografia de Pamela, e que "é um trabalho equilibrado, nostálgico, e que soube respeitar as estruturas das gravações originais".

## Faixas
1. "Um Verso de Amor" (part. Wilian Nascimento)
2. "Contar as Estrelas"
3. "Você Me Conquistou"
4. "Crime"
5. "Vou Amar-Te (Vou a Marte)" (part. Paulo César Baruk)
6. "Pra Quem Se Humilhar"
7. "Um Verso de Amor" (playback)
8. "Contar as Estrelas" (playback)
9. "Você Me Conquistou" (playback)
10. "Crime" (playback)
11. "Vou Amar-Te (Vou a Marte)" (playback)
12. "Pra Quem Se Humilhar" (playback)